# 解決 浪漫倶楽部
『解決 浪漫倶楽部』（かいけつ ろうまんくらぶ）は遠藤淑子による日本の漫画作品。『別冊花とゆめ』（白泉社）にて2002年から2003年にかけて連載された。全4回。単行本は、同社のジェッツコミックスから発行され、全1巻。

## あらすじ
時は大正時代。万里小路侯爵の娘・空子は父から聞かされた「ノブレス・オブリージュ」の考え方に感銘を受け、級友たちの役に立とうと「浪漫倶楽部」を結成。友人の貴登と鳴海を巻き込んで、級友の悩みや事件の解決を目指すが、かえって騒動を引き起こしてしまう。

## 主な登場人物
万里小路 空子 （まりのこうじ たかこ）
本作の主人公。侯爵家の令嬢だが型破りな性格で、いろいろと無茶を押し通すため友人たちからも呆れられている。父から聞かされた「ノブレス・オブリージュ」の考え方に感銘を受け、級友たちの役に立とうと「浪漫倶楽部」を立ち上げ、貴登と鳴海を本人の承諾無しにメンバーにする。
成瀬 貴登 （なるせ きと）
空子の幼なじみ。家は道場で本人も師範代。ボーイッシュな性格で女学校でも生徒達の人気の的。
山野辺 鳴海 （やまのべ なるみ）
空子の幼なじみ。母・パメラはイギリス人で、空子の英語と西洋マナーの先生だった。父親は既に他界。父方の実家である山野辺家は両親の結婚を認めていない。
幼少時は女の子にも間違えられるような可愛らしさで、成長してからも「西洋の王子様のよう」と言われる美少年。優しい性格の一方で、女性に次々と声をかけるプレイボーイでもあり、それが事件を引き起こしたこともあった。

## 備考
本作では描き文字や会話中の言葉遣いが大正時代のそれをベースとしており、漢字が多用されている（「尤も」「〜して呉れる」など）。そのため描くのに時間がかかるようになってしまい、4話で終了することになったとコミックスで作者がコメントしている。